# Уилям де Уорд
Уилям де Уорд (на английски: William de Worde или Уилям дьо Слов) е герой на Тери Пратчет от неговата книга „Истината“.

### Описание
Уилям е младеж със скромни изисквания в Анкх-Морпорк, който чрез писане изкарва месечните си пари (както и половин каруца фурми два пъти годишно). Най-вече със записването на новините в Анкх-Морпорк до важни особи от различни краища на Диска, какъвто е кралят на Ланкър или шерифът на Ал Кхали.
Неговото търсене на истината го сблъсква с много събития, които ще променят живота му завинаги.
По стечение на обстоятелствата, както и поради своята любов да записва новините – той става главен редактор на първия, издаван вестник на Диска и намира много нови приятели, но и много хора, които искат смъртта му.